# Víktor Panin
Víktor Yevguénievich Panin (en ruso: Виктор Евгеньевич Панин; Semey, 10 de noviembre de 1930 - Tomsk, 25 de septiembre de 2020) fue un físico ruso y soviético. Doctor en Física y Matemáticas, profesor y académico, fue asesor de la Academia de Ciencias de Rusia y experto en los campos de la mecánica sólida, deformación plástica y materiales físicos.

## Biografía
Nacido en 1930, se graduó con honores de la Facultad de Física, luego de esa escuela de posgrado en la Universidad Estatal de Tomsk (TSU). Trabajó en el Instituto Siberiano de Física y Tecnología (SIPT) en TSU, y en 1967 defendió su tesis para el grado de Doctor (PhD) en Física y Matemáticas. En 1971 obtuvo el título académico de profesor. En 1979 Panin V.E. con un grupo de empleados de SPTI, se trasladó al Instituto de Óptica Atmosférica, Rama Siberiana de la Academia de Ciencias de la URSS, donde creó y dirigió el Departamento de Física del Estado Sólido y Ciencia de Materiales.
Sobre la base de este departamento en 1984 en la rama de Tomsk de la rama siberiana de la Academia de Ciencias de la URSS, V.E. Panin. organizó el Instituto de Física de la Resistencia y la Ciencia de los Materiales, cuyo director fue desde el día de su fundación hasta 2002.

## Roles en su carrera
- 1979 - Jefe de Física del Estado Sólido y Ciencias de los Materiales en el Instituto de Óptica Atmosférica, Academia de Ciencias de la URSS
- De 1984 a 2002 - fundador y director del Instituto de Física de Resistencia y Ciencia de Materiales SB RAS
- Desde 2002 hasta el presente - Asesor de la Academia de Ciencias del Instituto de Física de la Fuerza y Ciencia de Materiales SB RAS

Fue miembro extranjero de la Academia Nacional de Ciencias de Bielorrusia desde 1999.

## Logros científicos
Bajo la dirección del académico Víktor Panin, se estableció y desarrolló la mesomecánica física de los materiales. Uniendo los materiales físicos con la mecánica sólida a nivel macro y con la física de deformación plástica a nivel micro. En este marco, se desarrollaron nuevos métodos de diseño informático de materiales y tecnologías de su producción. Las ideas de mesomecánica profunda pueden usarse con éxito en el nuevo enfoque de predicción de terremotos donde la mesoestructura de la fuente sísmica parece ser un precursor de término intermedio.